# Kleingewässerlandschaft nördlich von Jördenstorf
Kleingewässerlandschaft nördlich von Jördenstorf este o arie protejată (arie specială de conservare — SAC, sit de importanță comunitară — SCI) din Germania întinsă pe o suprafață de 168 ha, integral pe uscat.

## Localizare
Centrul sitului Kleingewässerlandschaft nördlich von Jördenstorf este situat la coordonatele 53°53′41″N 12°35′54″E / 53.8947°N 12.5983°E.

## Înființare
Situl Kleingewässerlandschaft nördlich von Jördenstorf a fost declarat sit de importanță comunitară în aprilie 2004 pentru a proteja 2 specii de animale. Situl a fost protejat și ca arie specială de conservare în august 2016.

## Biodiversitate
Situată în ecoregiunea continentală, aria protejată conține 2 habitate naturale: Lacuri eutrofice naturale cu vegetație de tip Magnopotamion sau Hydrocharition, Păduri de fag Asperulo-Fagetum.
La baza desemnării sitului se află mai multe specii protejate de  amfibieni (2): buhai de baltă cu burta roșie (Bombina bombina), triton cu creastă (Triturus cristatus)